# Clay (Virginia Occidentale)
Clay è un comune degli Stati Uniti d'America, situato nello Stato della Virginia Occidentale, nella contea di Clay, della quale è il capoluogo.